# لیک ویو (جورجیا)
لیک ویو (به انگلیسی: Lakeview) یک منطقهٔ مسکونی در ایالات متحده آمریکا است که در جورجیا واقع شده‌است. لیک ویو ۵٫۹ کیلومتر مربع مساحت و ۴٬۸۳۹ نفر جمعیت دارد و ۲۳۴ متر بالاتر از سطح دریا واقع شده‌است.